# ランボルギーニ・ジャルパ
ランボルギーニ・ジャルパ（Lamborghini Jalpa、"ハルパ" ）は、ランボルギーニが1981年から1988年まで販売した2座席のミッドシップカーである。

## 概要
1981年3月のジュネーブ・ショーで発表された。「シルエット」をベースにしており、基本的なメカニズムに大きな変更はない。主任設計者は、元マセラティ社のジュリオ・アルフィエーリ (Giulio Alfieri) 。「ジャルパ」の名前は、有名な闘牛に由来する。
日常生活でも使用できるようにドライバビリティーや快適性を提供することを目的に、DOHCのV型8気筒エンジンはボアφ86mmのままストロークを75mmに伸すことによって排気量は3,485ccと拡大された。
スタイリングについては、再び「カロッツェリア・ベルトーネ」が手掛けた。ホイール径は16インチに拡大された、OZ製ディッシュ型。インテリアについては、ステアリングホイールに衝突時の安全を考えたクラッシュパッドがつき、時流に合わせたものとなった。
1988年に生産が終了、総生産台数は410台。ウラッコから始まった「ベビー・ランボルギーニ」の系譜は一旦ここで途切れ、2003年のガヤルド登場までラインナップから姿を消すこととなる。また、V8エンジン車も2018年のウルス発売まで姿を消すこととなった。

## モデル
初期モデル（1981年～1984年）
通称：シリーズ I
初期モデルのバンパーとエア・インテークは、「シルエット」と同様に黒に塗装されていた。ただし、エア・インテークの形状は「シルエット」のものとは異なる。

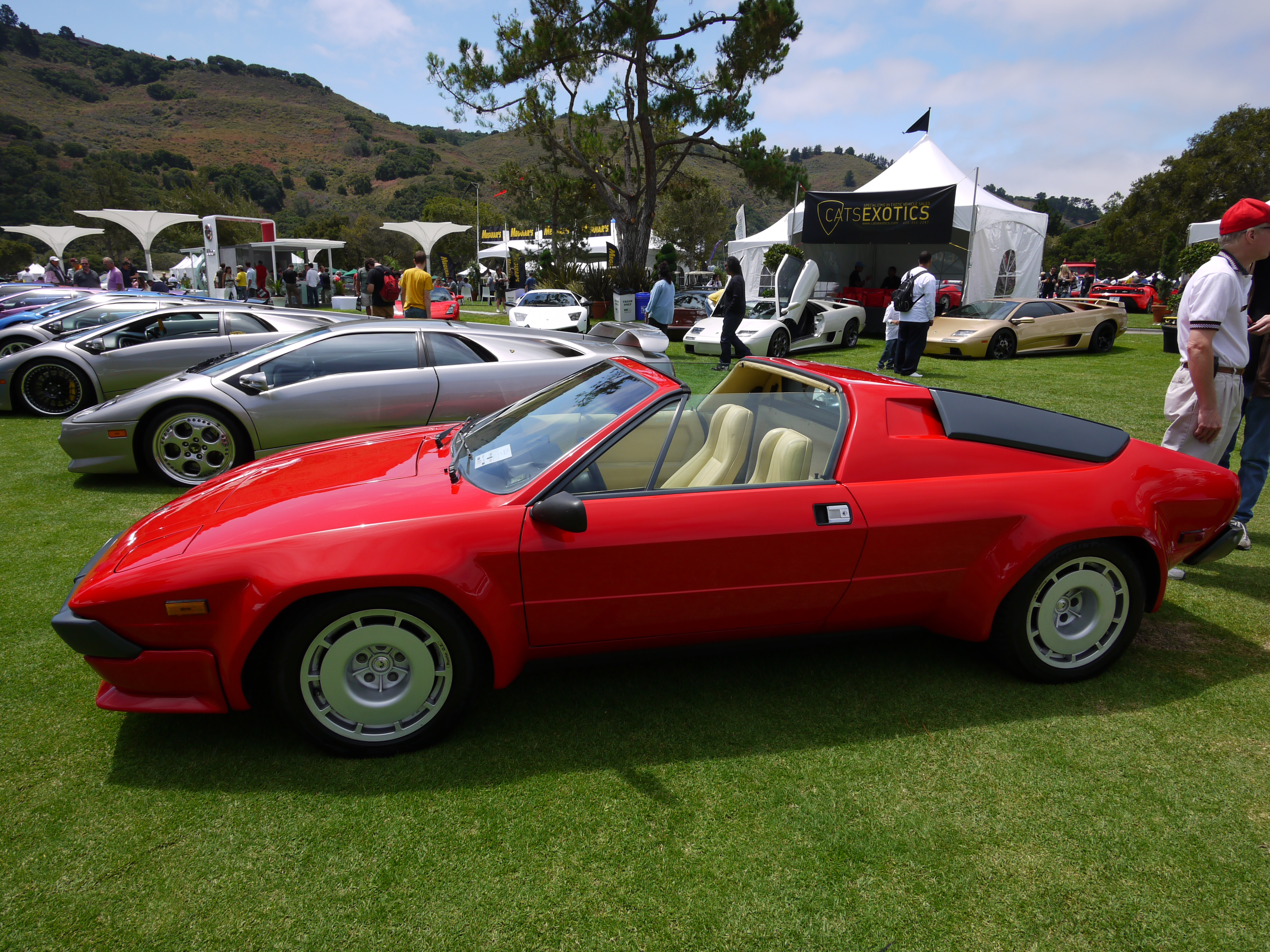
ジャルパ・シリーズ I
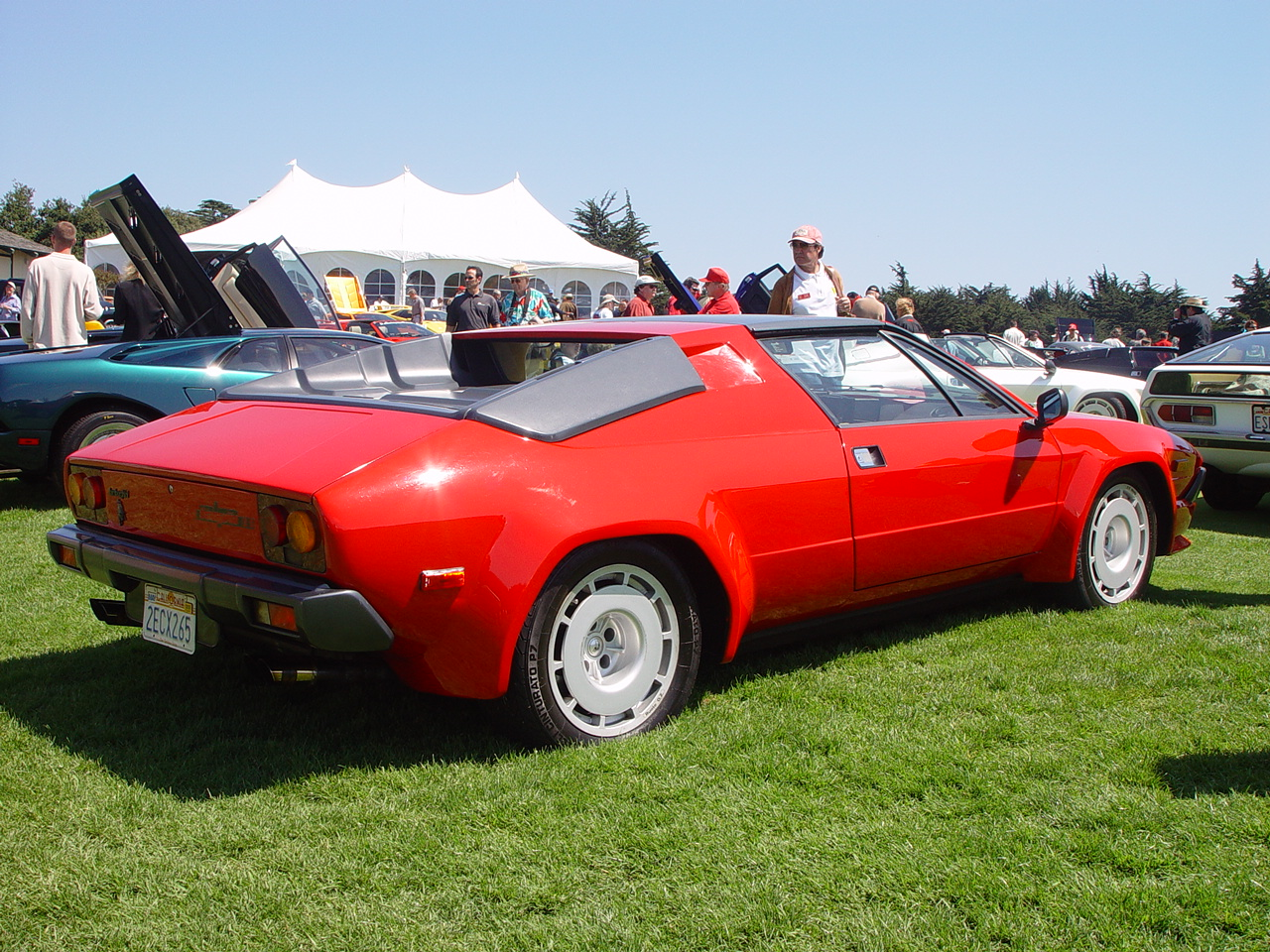
ジャルパ・シリーズ I（リア）

シリーズ II（1984年～1988年）
1984年のジュネーブ・ショーにおいて、シリーズ IIが発表された。エア・インテークがボディと同色に塗装されるようになった。ステアリング・ホイールの径が拡大され、エアコンとパワー・ウィンドウが標準装備となった。1988年、親会社のクライスラーが生産終了を決定した。

## F1 セーフティカー
1983年、カウンタックLP400Sと共用でフォーミュラ1のモナコグランプリのセーフティカーに採用された。(OZホイールのスポンサーデカール付き)